# 越谷市農業技術センター
越谷市農業技術センター（こしがやしのうぎょうぎじゅつセンター）は越谷市が設置する市の農業研究施設。
所在地は越谷市増森一丁目69番地

## 概要
都市化と農業の調和を図り、いかに効率的な農業経営が出来るか研究を行っている。

## 施設
・敷地面積9526.81m2、建築面積3798.20m2
・建物、
- 研究棟
- 試験順化温室
- 総合試験温室A.B.C
- 種苗供給試験温室

・この施設では太陽光発電、雨水利用を行っている。また、隣接する東埼玉資源環境組合より、ごみ焼却時に発生する熱も利用している。